# 梅丽莎病毒
梅丽莎病毒（Melissa）是一種電腦病毒，屬於巨集病毒範疇。1999年3月26日開始大規模爆發，導致全球大企業的電子郵件服務器公休一天而成名，甚至美國驚動FBI进行调查。
梅丽莎可同時感染 Microsoft Word 97 及 Word 2000 的文件巨集檔案，並經由被感染者的 Microsoft Outlook郵件軟體通訊錄發出50封自動郵件，其郵件署名是自己熟人，導致許多人不察，藉以連鎖性的大規模散佈。美國亞馬遜網路公司受害嚴重，還一度要求員工不得開啟任何巨集Word檔。